# Know No Better (canção)
" Know No Better " é uma canção da banda americana Major Lazer, do EP de mesmo nome e do próximo álbum do estúdio, Music Is the Weapon .  A música conta com a cantora cubana-mexicana Camila Cabello e os rappers americanos Travis Scott e Quavo .  Foi lançado em 1 de junho de 2017, como o quarto single do álbum.  A música foi escrita por Brittany Hazzard , Diplo , King Henry e Jr. Blender.

## Composição
"Know No Better" compreende acordes de piano de cauda, ritmos dancehall e samples vocais com mudança de tom.

## Recepção critica
Jake Woolf da Pitchfork escreveu que "Know No Better é uma ótima música de dança de verão de 2017.  É garantido que é um sucesso, e mostra que Major Lazer pode de fato fazer um relâmpago duas vezes, "Ele adicionou," Usando a mesma estrutura geral de música como " Cold Water ", "Know No Better" não apresenta um refrão tradicional, mas uma dança ruptura liderada por um movimentado borbulhante synth .  Os versos animados por piano e o refrão quase sem vocal criam um som que parece construído para as férias em Ibiza , raves no telhado e DJs em 4am nos Hamptons - em outras palavras, os lugares em que você provavelmente encontrará Diplo e seus amigos. fãs todo o verão.  Travis Scott, que no ano passado se tornou um dos melhores rappers do hip-hop, nunca soou mais pop, usando suas assinaturas mais moderadas do que nunca.  Ele também troca a tradicional fanfarrice do hip-hop com as letras festivas do boilerplate (“Takin 'shots, despejando garrafa após garrafa após garrafa / Yeah, hell nah, nós não estamos bebendo isso, yah”) ”.  Jonah Bromwich of Pitchfork também fez uma crítica positiva à música, afirmando que: "E por mais divertido que seja às vezes, 'Know No Better' duplica como um testamento para o resultado de espalhar um punhado de boas idéias muito finas".

## Video musical
O vídeo lírico oficial de "Know No Better" foi enviado para o canal YouTube do Major Lazer em 1 de junho de 2017.
O videoclipe da música estreou em 11 de julho.  O clipe segue uma jovem dançarina aspirante que está passando por uma fase adolescente desajeitada, rotinas matinais e bullying na escola, mas sonha em ser uma das dançarinas de apoio do Major Lazer.  Ele apresenta cameos por membros de Cabello, Scott e Major Lazer.  Sonhar acordado funciona como sua fuga, já que a única constante entre os dois mundos é seu amor pela dança, como observou o escritor Ryan Reed, da Rolling Stone .  Uma versão interativa deste vídeo, dirigido por Philip Andelman, foi lançado em 28 de julho e hospedado por pessoas de vídeo interativo Eko, onde os usuários (assim como o garoto faz no original) podem alternar entre os enredos "sonho" e "realidade". .

## Desempenho nas tabelas musicais
| Chart (2017)                                      | Peak position |
| ------------------------------------------------- | ------------- |
| Austrália (ARIA)                                  | 34            |
| Áustria (Ö3 Austria Top 75)                       | 45            |
| Bélgica (Ultratop 50 de Flandres)                 | 37            |
| Bélgica (Ultratop 50 da Valônia)                  | 43            |
| Canadá (Canadian Hot 100)                         | 30            |
| Colombia (National-Report)                        | 90            |
| ERRO: DEVE FORNECER ano PARA PARADA checa         | 25            |
| Dinamarca (Hitlisten)                             | 21            |
| Finlândia (Latauslista Download)                  | 15            |
| França (SNEP)                                     | 18            |
| O campo songid é OBRIGATÓRIO PARA PARADA ALEMÃ    | 40            |
| Itália (FIMI)                                     | 47            |
| Mexico Airplay (Billboard)                        | 47            |
| Países Baixos (Dutch Top 40)                      | 16            |
| Países Baixos (Single Top 100)                    | 27            |
| Nova Zelândia (Recorded Music NZ)                 | 28            |
| Philippines (Philippine Hot 100)                  | 45            |
| Portugal (AFP)                                    | 28            |
| ERRO: DEVE FORNECER ano PARA TABELA eslovaca      | 92            |
| ERRO: DEVE FORNECER ano PARA TABELA eslovaca      | 19            |
| Espanha (PROMUSICAE)                              | 28            |
| Suécia (Sverigetopplistan)                        | 30            |
| Suíça (Schweizer Hitparade)                       | 30            |
| Reino Unido (UK Singles Chart)                    | 15            |
| Estados Unidos (Billboard Hot 100)                | 87            |
| Estados Unidos (Billboard Dance Club Songs)       | 31            |
| Estados Unidos (Billboard Dance/Electronic Songs) | 10            |
| Estados Unidos (Billboard R&B/Hip-Hop Songs)      | 36            |
| Estados Unidos (Billboard Mainstream Top 40)      | 26            |
| Estados Unidos (Billboard Rhythmic)               | 31            |

| Chart (2017)                 | Position |
| ---------------------------- | -------- |
| Belgium (Ultratop Flanders)  | 100      |
| Canada (Canadian Hot 100)    | 100      |
| Hungary (Stream Top 40)      | 88       |
| Netherlands (Single Top 100) | 96       |

## Certificações
| Região                       | Certificação |
| ---------------------------- | ------------ |
| Bélgica ( BEA ).             | Ouro         |
| Dinamarca ( IFPI Dinamarca ) | Ouro         |
| França ( SNEP ).             | Platina      |
| Itália ( FIMI ).             | Platina      |
| Nova Zelândia ( RMNZ ).      | Ouro         |
| Espanha ( PROMUSICAE )       | Ouro         |
| Reino Unido ( BPI ).         | Ouro         |